# Behind the Mask (film, 1958)
Pour les articles homonymes, voir Behind the Mask.
Pour plus de détails, voir Fiche technique et Distribution.
Behind the Mask est un film britannique réalisé par Brian Desmond Hurst, sorti en 1958.

## Fiche technique
- Titre : Behind the Mask
- Réalisation : Brian Desmond Hurst
- Scénario : John Hunter (en) d'après le roman de John Rowan Wilson
- Photographie : Robert Krasker
- Musique : Geoffrey Wright
- Pays de production : Royaume-Uni
- Genre : drame
- Durée : 99 minutes
- Date de sortie : 1958

## Distribution
- Michael Redgrave : Sir Arthur Benson-Gray
- Tony Britton : Philip Selwood
- Carl Möhner : Carl Romek
- Niall MacGinnis : Neil Isherwood
- Vanessa Redgrave : Pamela Benson-Gray
- Ian Bannen : Alan Crabtree
- Brenda Bruce : Elizabeth Fallon
- Lionel Jeffries : Walter Froy
- Miles Malleson : Sir Oswald Pettiford
- John Welsh (en) : Colonel Langley
- Ann Firbank : Mme Judson
- Jack Hedley : Dr Galbraith
- Margaret Tyzack